# Ñu
Ñu, aussi connu sous le nom de José Carlos Molina-Ñu, est un groupe de hard rock espagnol, originaire de Madrid. Formé en 1974, son style musical est catégorisé rock médiéval inspiré par la musique médiévale, le rock celtique et le heavy metal. 
Le groupe compte de nombreux changements de formation, le chanteur José Carlos Molina étant le seul de la formation originale encore présent. La présence de la flûte est comparée au style de Jethro Tull,, mais style plus agressif en fait plutôt un précurseur du folk metal. Les paroles de leurs morceaux traitent des châteaux médiévaux, des cavaliers, des héros et méchants.

## Biographie
Initialement formé en 1972 sous le nom de Fresa, ils décident de changer de nom vers 1974, et de se rebaptiser Ñu. La première sortie est un single intitulé Que nadie escape de la evolución / Volando en sociedad, publié sans la permission du groupe deux ans plus tard. Des divergences entre Rosendo Mercado et Molina mènent au départ de Rosendo qui formera son propre groupe, Leño.
Des changements continus de formation (plus de soixante musiciens différents participeront à la discographie du groupe) s'effectueront au fil du parcours du groupe.

## Membres
- José Carlos Molina - chant, flute, guitare, violon
- Rosendo Mercado - guitare, 1974-1977)
- Juan Almarza - basse (1974-1976)
- Felipe Salinas - batterie (1974-1976)
- Chiqui Mariscal - basse (1976-1977, 1981-1984)
- Ramiro Penas - batterie (1976-1977)
- José María García (Sini) - guitare (1978-1979)
- Jean-François André - violon (1978-1980)
- Jorge Calvo - basse (1978-1980)
- Enrique Ballesteros - batterie (1978-1979, 1985-1991)
- Raúl Garrido - batterie (1979-1980)
- Eduardo Pinilla - guitare (1979-1980, 1984-1985, 1988)
- Jerónimo Ramiro - guitare (1981-1984, 1988-1991)
- Miguel Ángel Collado - claviers (1981-1985, 1988)
- Bernardo Ballester  - batterie (1981-1983, 1994-1997)
- Bob Thackway  - batterie (1983)
- Alejandro Colantonio - batterie (19841985)
- José Luis Ajenjo - basse (1984-1985)
- José Luis Rodríguez - basse (1985-1988)
- Enrique Bertrán de Lis - guitare (1985-1988)
- Toni (El Mago) - claviers (1985-1986)
- Enrique Valiño - violon (1987-1988)

## Discographie

### Albums studio
- 1978 : Cuentos de ayer y de hoy
- 1979 : A golpe de látigo (1979)
- 1983 : Fuego (1983)
- 1984 : Acorralado por ti
- 1987 : El mensaje del mago
- 1988 : Vamos al lío!!
- 1990 : Dos años de destierro
- 1994 : La Danza de las mil tierras
- 1997 : La Taberna encantada
- 2000 : Cuatro gatos
- 2002 : Réquiem
- 2003 : Títeres
- 2011 : Viejos himnos para nuevos guerreros
- 2011 : ... Y nadie escapó de la evolución

### Albums live
- 1986 : No hay ningún loco
- 1992 : Imperio de paletos
- 1999 : La Noche del juglar

### Singles
- Que nadie escape de la evolución / Volando en sociedad (1976)
- Aquellos músicos fueron nosotros / La explosión del universo (1978)
- El Flautista / Velocidad (1980)
- La Bailarina / El hombre de fuego (1983)
- Más duro que nunca / Flor de metal (1983)
- Más, quiero más / Romance fantasma (1984)
- No hay ningún loco / El flautista (1986)
- Sé quien / La bailarina (1986)
- Amor en el cielo / Ella (1987)
- La Saeta / Los ojos de la zíngara (1987)
- Manicomio / Robin Hood (1987)
- Una copa por un viejo amigo / Más, quiero más (1987)
- La granja del loco / El tren azul (1988)
- No te dejes ganar / Trovador de ciudad (1988)
- Tuboescape / Conjuros (1990)
- Imperio de paletos / Que nadie escape de la evolución (1992)
- La Danza de las mil tierras / Ella / El teatro de la suerte (1994)

### Compilations
- 1995 : 1975-1995: Veinte años y un día
- 2001 : Colección
- 2003 : Esperando